# Birgitte Krogsbøll
Birgitte Krogsbøll (født 16. november 1954 i København) er en dansk pædagog, edb-assistent og digter.

## Baggrund
Som datter af en mor, der var teknisk tegner, og en far, der var drejermester, tilbragte hun de første år af sit liv på femte sal i en lejlighed i Nordhavnen, men da Krogsbøll var fem år gammel flyttede familien til et nybygget rækkehus i Herlev. Hun er det mellemste barn i en søskendeflok på tre.
Hun er uddannet pædagog og edb-assistent og har desuden studeret kultursociologi på Københavns Universitet. I 2000 fik Krogsbøll sine første digte bragt i litteraturtidsskriftet Øverste Kirurgiske, og det var på tidsskriftets forlag, at hun to år senere fik udgivet sin første digtsamling Wöldums pulsar syndrom. I de følgende år var hun flittig bidragyder til Øverste Kirurgiske samt andre tidsskrifter som Hvedekorn og Apparatur.
Siden har hun udgivet flere digtsamlinger og prisbelønnede børnebøger med rim og remser.
Krogsbøll har modtaget Statens Kunstfonds arbejdslegat i 2003, 2012, 2013 og 2017 samt Statens Kunstfonds særlige præmiering i 2013.

## Forfatterskab
- Wöldums pulsar syndrom (det går formodentlig over). Biblioteket Øverste Kirurgiske, 2002. ISBN 87-90644-68-9.
- Stumfilm. Arena, 2010. ISBN 978-87-92684-07-3.
- Betelgeuse brænder jern. Biblioteket Øverste Kirurgiske, 2012. ISBN 978-87-92623-03-4.
- Dyr med næb ordnet efter antal vinger. Fuglekøjen, 2013. ISBN 978-87-995768-1-4.
- Perfekt uorden. Kronstork, 2014. ISBN 978-87-93206-00-7.
- Funkelgnister – Rim, råb og remser. Jensen & Dalgaard, 2015. ISBN 978-87-7151-135-2.
- Listebog. Jensen & Dalgaard, 2016. ISBN 978-87-7151-244-1.
- Underlige dyr og ord. Vilde Dyr, 2017. ISBN 978-87-998405-5-7.
- Jalle og krabben. Vilde Dyr, 2018. ISBN 978-87-998405-7-1.
- Den fnuggede himmel-pop-trompet. Høst, 2018. ISBN 978-87-638-5489-4.
- Pesticid. Fuglekøjen, 2019. ISBN 978-87-970245-3-9.